# Corinne Baudette
Corinne Baudette-Métens, née le 21 juillet 1962 à Châlons-en-Champagne, est une footballeuse française évoluant au poste de défenseur.

## Carrière

### Carrière en club
Corinne Baudette-Métens évolue de 1976 à 1979 à Saint-Memmie son club formateur. Elle sera sélectionnée à plusieurs reprises pour représenter la Marne dans les différentes sélections régionales.
Elle évolue de 1980 à 1993 au Stade de Reims, remportant notamment la finale du championnat de France féminin 1981-1982, après avoir perdu la finale de l'édition précédente.

### Carrière en sélection
Corinne Baudette-Métens compte 5 sélections en équipe de France féminine entre 1981 et 1982. 
Elle reçoit sa première sélection en équipe nationale le 23 mai 1981, en amical contre la Suède (défaite 6-1). Elle joue son dernier match le 12 juin 1982, en amical contre la Belgique , sortie sur blessure et ne sera plus rappelée sous le maillot national. (défaite 1-0).

### Fin de carrière sportive
Elle décide de mettre fin à la compétition en 1993 et se consacre à la transmission de son sport en tant qu'éducatrice fédérale pour le district Marne et la Ligue Champagne Ardennes auprès des sélections  Jeunes Féminines .